# Nasib
Nasib (arab. نصيب) – miejscowość w Syrii, w muhafazie Dara. W 2004 roku liczyła 1366 mieszkańców.